# クッチケトゥス

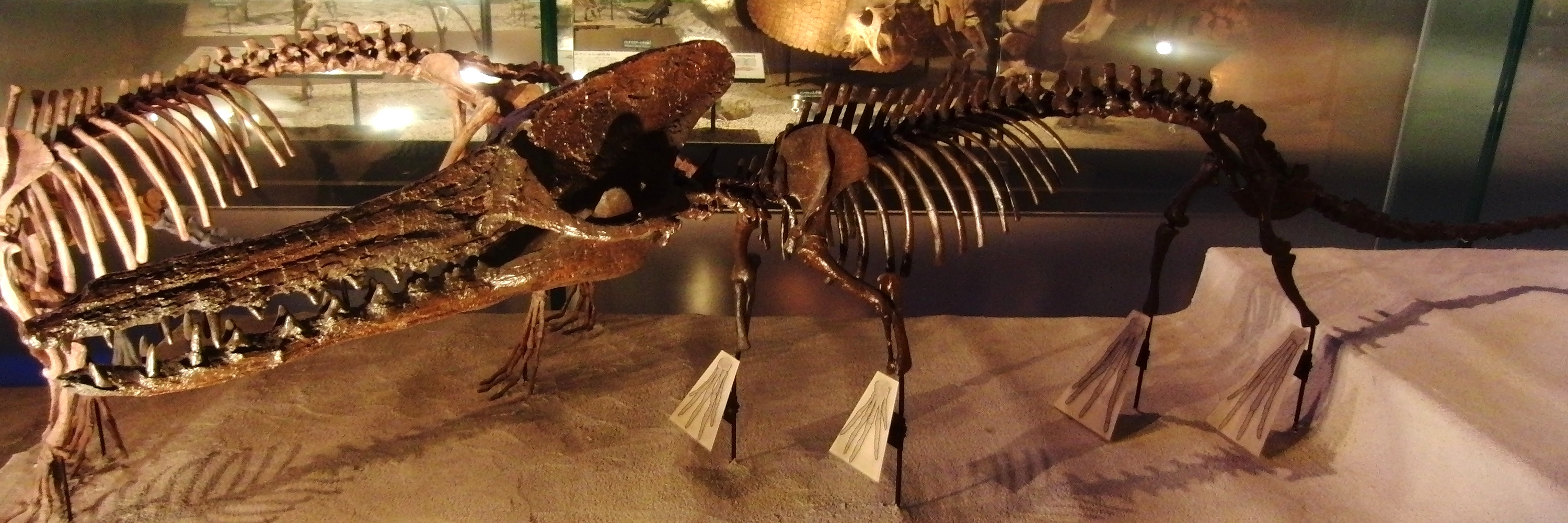
Kutchicetus minimus の骨格標本。国立科学博物館の展示。

クッチケトゥス（Kutchicetus）は、約4,600万年前（新生代始新世前期）に生息していた、海生の原始的クジラ類。
特殊化したレミングトノケトゥス科に属す。体は他の原クジラ類に比して小さく、カワウソとさほど変わらない。
化石はインド西部グジャラート州のカッチー（Kachchh、英語名：Kutch）地区ハルディ地層にて発見された。

## 学名
属名は、発見地であるインド西部グジャラート州の地名「カッチ」（英語: Kutch District）に、「鯨」を意味するラテン語: cetus を添えたもの。種小名 minimus はラテン語で「非常に小さい、最小の」の意。